# Президентската купа на Турция по баскетбол
Президентската купа по баскетбол за мъже е мач, който се играе всяка година преди началото на сезона на Баскетболната Суперлига, между шампиона на Баскетболната Суперлига от предишния сезон и шампиона на Купата на Турция. Отборът, който е печелил купата най-често, е Анадолу Ефес с 15 пъти. В сезони, в които шампионът на лигата и шампионът на Купата на Турция са един и същ отбор, този мач се играе между шампиона и подгласника на лигата.

## Шампиони по клубове
| Клуб            | Шампион | Втори |
| --------------- | ------- | ----- |
| Anadolu Efes    | 14      | 11    |
| Fenerbahçe      | 7       | 11    |
| Ülkerspor       | 6       | 2     |
| Galatasaray     | 2       | 4     |
| Türk Telekom    | 2       | 1     |
| Pınar Karşıyaka | 2       | 1     |
| Tofaş           | 1       | 2     |
| Beşiktaş        | 1       | 1     |
| Eczacıbaşı      | 1       | 1     |
| Çukurova Sanayi | 1       | -     |
| Banvit          | -       | 1     |